# 斯蒂弗嶺
72°51′S 168°2′E / 72.850°S 168.033°E
斯蒂弗嶺（英語：Stever Ridge）是南極洲的山嶺，位於維多利亞地的博克格雷溫克海岸，從里多爾斯山延伸至博克格雷溫克冰川，現時由南極條約體系管理。